# Ловецът: Ледената война
„Ловецът: Ледената война“ (на английски: The Huntsman: Winter's War) е американски фентъзи филм от 2016 г., режисьорски дебют на Седрик Никола-Троян. Филмът е базиран на персонажи от Снежанка от Братя Грим и Снежната кралица от Ханс Кристиан Андерсен, а също така е едновременно прелюдия и към продължение на „Снежанка и ловецът“ (2012). Снимките започват на 6 април 2015 г.
В главните роли са Крис Хемсуърт, Шарлиз Терон, Емили Блънт и Ник Фрост.
„Ловецът: Ледената война“ излиза по кината в САЩ и България на 22 април 2016 г.

## Сюжет
Внимание:  Текстът по-долу разкрива сюжета на произведението (или части от него)!
Силите на злата магьосница Кралица Равена и позволяват да знае, че малката и сестра Фрея, чиито сили не са се проявили, е не само сгодена за благородника Андрю, но и е бременна. По-късно Фрея ражда момиченце, но разбира, че Андрю го е убил. В гнева си Фрея го убива с внезапна проява на ледени сили.
Фрея изоставя царството на сестра си и изгражда ново царство. Управлявайки като Ледена кралица, тя нарежда деца да бъдат отвлечени, за да бъдат тренирани да избягват болката от любовта и да станат армия от безстрашни ловци. Въпреки тренировките, двамата от най-добрите ловци, Ерик и Сара, порастват и се влюбват, тайно се женят и планират да избягат заедно. Фрея открива тайната им и създава огромна ледена стена за да ги раздели, след което отлъчва Ерик от своето царство, като първо го принуждава да гледа, как другите ловци убиват Сара.
Седем години по-късно и след смъртта на Равена, кралица Снежанка се разболява, след като чува магическото Огледало на Равена да шепти името ѝ. Поради тъмната му магия тя заповядва то да бъде пренесено в Светилището, магичното място, което било приютило Снежанка по време на събитията, довели до смъртта на Равена, така че магията на Огледалото да може да бъде задържана завинаги. Съпругът на Снежанка, Уилям информира Ерик, че войниците, натоварени с носенето на Огледалото, са изчезнали по време на пътуването до Светилището. Ерик осъзнава, че е бил наблюдаван от Фрея чрез магия. Знаейки за магията на Огледалото, която може да направи Фрея още по-силна, Ерик се съгласява да разследва, но неохотно позволява на съюзника на Снежанка Нион и полубрат му Гриф да тръгнат с него.
Докато пътуват до последното известно място на войниците, тримата са атакувани от група ловци на Фрея, но са спасени от Сара. Сара разкрива, че тя е била затворена от Фрея през цялото време, само за да избяга. Докато Ерик е видял как Сара умира, тя е видяла как той си тръгва без да и помогне. Ерик я убеждава, че Фрея е направила тези видения и в крайна сметка Сара се присъединява към него и джуджетата, за да осуетят Фрея. Четиримата са хванати в капан, поставен от джуджетата Бромиън и Дорина. Те убеждават джуджетата да им помогнат да намерят огледалото и двамата ги водят към Светилището и към таласъмите, които пазят огледалото. Те успяват да се преборят с гоблините и вземат Огледалото.
Групата се приближава до светилището, но е обсадена от Фрея и нейните ловци. Тя разкрива, че Сара е била лоялна към нея през цялото време и че е използвала спътниците си, за да намери Огледалото. В последвалия хаос Нион и Дореена се превръщат в ледени статуи, а Сара изстрелва стрела в гърдите на Ерик по заповед на Фрея и го убива. Фрея тръгва с Магическото Огледало, без да знае, че Сара умишлено е пропуснала, за да може Ерик да оживее. В двореца си Фрея открива, че Равена е станала една с огледалото, когато Снежанка я е победила и че нейният дух е свободен благодарение на Фрея. Равена след това узурпира управлението на Фрея, като нарежда на ловците на Фрея да отмъстят на царството на Снежанка, без да се консултира с Фрея.
Ерик прониква в ледения дворец с помощта на Гриф и Броумин. Той се опитва да убие Фрея, но е спрян от Равена. Когато Фрея осъзнава, че Сара всъщност не е убила Ерик, тя неохотно ги осъжда на смърт заради манипулацията на Равена. Въпреки това, Ерик е в състояние да убеди няколко ловци да се разбунтуват, претендирайки за любовта на братята. Равена започва да убива ловците. Фрея, осъзнавайки, че нейните „деца“ са убити, ги защитава с ледникова стена, разделяйки ловците от сестрите. Тъй като Ерик, Сара и бунтовниците ловци се катерят по стената, за да се борят с Равена и Фрея, двете сестри спорят за леденото царство. Фрея разбира, че Равена е тази, която е убила дъщеря ѝ, за да може да бъде най-красива от всички. Фрея се обръща срещу сестра си. Фрея е нападнат от Равена, но с оставащата си сила Фрея замразява Магическото огледало. Ерик разбива огледалото, като по този начин унищожава Равена. Когато Фрея умира от раните си, тя се усмихва на видението за старото си любящо аз и с удоволствие става свидетел на Ерик и Сара заедно.
Със смъртта на Фрея онези, които са били задържани от магията ѝ, са освободени, включително Нион и Дориена, а тайнствена златна птица лети над тях.
В добавена сцена жена с червена рокля (вероятно Снежанка) се вижда в гръб. Тайнствената златно птица лети и се приземява на балкона, точно до нея.

## Актьорски състав
| Актьор          | Роля                    |
| --------------- | ----------------------- |
| Крис Хемсуърт   | Ерик (ловецът)          |
| Шарлиз Терон    | кралица Равена          |
| Емили Блънт     | Фрея (Снежната кралица) |
| Джесика Частейн | Сара                    |
| Ник Фрост       | Нион                    |
| Сам Клафлин     | крал Уилям              |
| Роб Брайдън     | Гриф                    |
| Александра Роуч | Дорина                  |
| Шеридан Смит    | Бромуин                 |
| Софи Куксън     | Пипа                    |
| Колин Морган    | Андрю                   |
| Лиъм Нийсън     | (разказвач)             |